# Don't Stop the Party (chanson de Pitbull)
Pour la chanson des Black Eyed Peas voir Don't Stop the Party
Singles de Pitbull
Bad
(2012) Feel This Moment
(2012)
Singles par TJR
Ode To Oi
(2012)
Don't Stop the Party est une chanson du rappeur américain Pïtbull en collaboration avec le DJ TJR. 3e single extrait du 7e album studio Global Warming (2012), la chanson est écrite par Armando Perez, Bigram Zayas, TJR et Frederick "Toots" Hibbert. Don't Stop the Party est une reprise de la chanson instrumentale Funky Vodka (2012) de TJR.

## Classement et certifications

### Classement hebdomadaire
| Classement (2012)                      | Meilleure position |
| -------------------------------------- | ------------------ |
| Allemagne (Media Control AG)           | 23                 |
| Australie (ARIA)                       | 15                 |
| Autriche (Ö3 Austria Top 40)           | 10                 |
| Belgique (Flandre Ultratop 50 Singles) | 22                 |
| Belgique (Wallonie Ultratip 50)        | 41                 |
| Canada (Hot 100)                       | 9                  |
| Colombie (National-Report)             | 18                 |
| Écosse (OCC)                           | 9                  |
| Espagne (PROMUSICAE)                   | 16                 |
| États-Unis (Hot 100)                   | 17                 |
| États-Unis (Pop Airplay)               | 15                 |
| États-Unis (Rap Songs)                 | 5                  |
| États-Unis (Dance Club Songs)          | 22                 |
| France (SNEP)                          | 174                |
| Hongrie (Rádiós Top 40)                | 22                 |
| Hongrie (Dance Top 40)                 | 13                 |
| Irlande (IRMA)                         | 20                 |
| Pays-Bas (Single Top 100)              | 85                 |
| Nouvelle-Zélande (RMNZ)                | 23                 |
| Pologne (Dance Top 50)                 | 39                 |
| Slovaquie (IFPI Rádio)                 | 32                 |
| Tchéquie (IFPI Rádio)                  | 10                 |
| Royaume-Uni (UK Singles Chart)         | 7                  |
| Suisse (Schweizer Hitparade)           | 59                 |

### Certifications
| Pays                  | Certification | Ventes  |
| --------------------- | ------------- | ------- |
| Australie (ARIA)      | Platine       | 140 000 |
| Canada (Music Canada) | Or            | 40 000  |

## Crédits et personnel
Crédits extrait de la pochette single de Don't Stop the Party.
- Armando C. Perez – chanteur, parolier
- Bigram Zayas – parolier
- Frederick « Toots » Hibbert – parolier
- Marc Kinchen – parolier, record producer
- Urales « DJ Buddha » Vargas – parolier, record producer
- TJR – chanteur, parolier

## Historique de sortie
| Région      | Date              | Format                 | Label           |
| ----------- | ----------------- | ---------------------- | --------------- |
| Monde       | 26 septembre 2012 | Téléchargement digital | Polo Grounds, J |
| États-Unis  | 25 septembre 2012 | Téléchargement digital | Polo Grounds, J |
| Royaume-Uni | 3 décembre 2012   | Téléchargement digital | Polo Grounds, J |